# 全日本女子学生本因坊決定戦
全日本女子学生本因坊決定戦（ぜんにほんじょしがくせいほんいんぼうけっていせん）は、囲碁の学生女子日本一を決める大会である。
1966年（昭和41年）に関東・中部女子囲碁対抗戦として団体戦、個人戦で開始。1971年（昭和46年）に全日本女子学生大会に発展。1996年（平成8年）から個人戦（全日本女子学生囲碁選手権戦）と交流戦となる。2006年（平成18年）42回からは女子学生本因坊の称号が与えられ、全日本女子学生本因坊決定戦に改名。
- 主催 全日本学生囲碁連盟、毎日新聞社（41回までは後援）
- 後援 日本棋院、本因坊戦能代市開催委員会（51回）
- 協賛 囲碁将棋チャンネル（41,46-54回）、キッコーマン（40-44回）、協和発酵工業（40-43回）、サテライト（-44回）、ジェピコ（44-50回）他
- 協力 パンダネット（56回）

優勝者は1991年（平成3年）からは全日本学生本因坊決定戦に招待、また全日本アマチュア本因坊戦に招待。2005年（平成17年）42回から44回までは神奈川県箱根町の「盤樹の森」大会の一環として開催された。2011年からは全日本学生本因坊決定戦の参加資格が男子学生のみとなり、女子学生本因坊の招待は無くなった。

## 方式
- 団体戦は、1-4回は関東と中部、5-30回は関東・中部・関西各7名による対抗戦。その後中四国・九州連合、北海道・東北・北信越連合も参加。
- 個人戦は、33回までは各地区の代表選手32名、34-41回は24名によるトーナメント戦。42回からは24名を4ブロックに分けてスイス式トーナメントを行い、各ブロック1位の4名によるトーナメント戦。

## 過去の優勝者・チーム

### 交流戦移行前
| 回次 | 年度 | 個人戦                         | 団体戦           |
| ---- | ---- | ------------------------------ | ---------------- |
| 1    | 1966 | 冠幸子（青山学院大学）         | 中部・関東1勝1敗 |
| 2    | 1967 | 宮下鈴枝（日本女子大学）       | 関東             |
| 3    | 1968 | 宮下鈴枝（日本女子大学）       | 関東             |
| 4    | 1969 | 尹希律（昭和薬科大学）         | 関東             |
| 5    | 1970 | 坂口香織（聖母女学院短期大学） | 関東             |
| 6    | 1971 | 坂口香織（聖母女学院短期大学） | 関東             |
| 7    | 1972 | 安江知江子（愛知教育大学）     | 関東             |
| 8    | 1973 | 中村邦子（大阪女子大学）       | 関東             |
| 9    | 1974 | 中村邦子（大阪女子大学）       | 関東             |
| 10   | 1975 | 西川紀子（上智大学）           | 関東             |
| 11   | 1976 | 岡田実穂子（昭和薬科大学）     | 関東             |
| 12   | 1977 | 浅井陽子（学習院大学）         | 関東             |
| 13   | 1978 | 窪田由紀（星薬科大学）         | 関東             |
| 14   | 1979 | 窪田由紀（星薬科大学）         | 関西             |
| 15   | 1980 | 窪田由紀（星薬科大学）         | 関西             |
| 16   | 1981 | 長野リカ（学習院大学）         | 関東             |
| 17   | 1982 | 鈴木有子（東京大学）           | 関東             |
| 18   | 1983 | 小谷靖恵（お茶の水女子大学）   | 関東             |
| 19   | 1984 | 栗林華子（白百合女子大学）     | 関東             |
| 20   | 1985 | 栗林華子（白百合女子大学）     | 関東             |
| 21   | 1986 | 井口則子（明治大学）           | 中部             |
| 22   | 1987 | 井口則子（明治大学）           | 関東             |
| 23   | 1988 | 村井真理子（日本大学）         | 関東             |
| 24   | 1989 | 山守真紀（早稲田大学）         | 関東             |
| 25   | 1990 | 村井真理子（日本大学）         | 関東             |
| 26   | 1991 | 祷真理子（和洋女子大学）       | 関東             |
| 27   | 1992 | 上島亜希代（神奈川大学）       | 関東             |
| 28   | 1993 | 福田佳子（立命館大学）         | 関東             |
| 29   | 1994 | 田中弓子（熊本大学）           | 関東             |
| 30   | 1995 | 林むつみ（青山学院大学）       | 関東             |

### 交流戦移行後
| 回次 | 年度 | 優勝者                     |
| ---- | ---- | -------------------------- |
| 31   | 1996 | 田中弓子（熊本大学）       |
| 32   | 1997 | 星野智美（早稲田大学）     |
| 33   | 1998 | 富紅梅（獨協大学）         |
| 34   | 1999 | 鎌崎瑞代（広島大学）       |
| 35   | 2000 | 鎌崎瑞代（広島大学）       |
| 36   | 2001 | 森川紗衣（立命館大学）     |
| 37   | 2002 | 新垣未希（早稲田大学）     |
| 38   | 2003 | 宇根川万里江（早稲田大学） |
| 39   | 2004 | 高倉梢（中央大学）         |
| 40   | 2005 | 新垣未希（早稲田大学）     |
| 41   | 2006 | 笹子理紗（早稲田大学）     |
| 42   | 2006 | 王憬怡（法政大学）         |
| 43   | 2007 | 尹善渶（慶應義塾大学）     |
| 44   | 2008 | 関根礼子（大正大学）       |
| 45   | 2009 | 関根礼子（大正大学）       |
| 46   | 2010 | 関根礼子（大正大学）       |
| 47   | 2011 | 堀本範子（立命館大学）     |
| 48   | 2012 | 呉理沙（立命館大学）       |
| 49   | 2013 | 木本有香（放送大学）       |
| 50   | 2014 | 塚田花梨（立命館大学）     |
| 51   | 2015 | 塚田花梨（立命館大学）     |
| 52   | 2016 | 藤原彰子（早稲田大学）     |
| 53   | 2017 | 藤原彰子（早稲田大学）     |
| 54   | 2018 | 藤原彰子（早稲田大学）     |
| 55   | 2019 | 辻萌夏（慶応義塾大学）     |
| 56   | 2020 | （準決勝以降中止）         |
| 57   | 2021 | 加藤優希（早稲田大学）     |
| 58   | 2022 | 岩井温子（京都大学）       |
| 59   | 2023 | 坂野英恵（慶應義塾大学）   |
| 60   | 2024 | 原岡紗良（順天堂大学）     |